# Bærum
Bærum je obec ve východonorském kraji Akershus, součást osloské aglomerace, s počtem obyvatel 130 921 (2024) a rozlohou 189 km², jehož centrem je město Sandvika. Na jihozápadě hraničí s obcemi Lier a Asker, na jihu přes Oslofjord s obcí Nesodden, na severovýchodě s Oslo a na severu s obcemi Ringerike a Hole.
Leží především na nížině u vnitřního Oslofjordu, kromě toho zahrnuje i několik ostrovů a kopcovité území počítané k oblasti Oslomarka: Vestmarka, Bærumsmarka a Krokskogen. Zástavba je tvořena především rodinnými domy. Přes 40% místních obyvatel dojíždí za prací do Oslo, místní ekonomika je spojena převážně s rostlinnou výrobou: pěstováním ovoce a ve sklenících pak i květin, a s konzultačními a poradními službami. K místním pamětihodnostem a kulturním institucím náleží například dva kostely z 12. století: Haslum kirke a Tanum kirke, umělecké centrum Henie Onstad, domov Fridtjofa Nansena Polhøgda, a historická železnice Lommedalsbanen.